# Gay Times
Gay Times (укр. Гей Таймс; з 2007 року виходить під назвою GT на обкладинці) — один з найпопулярніших журналів для геїв і бісексуалів Великої Британії. Виходить щомісячно з 1975-го року (як рубрика в журналі «HIM»).

## Публікації і зміст
Власником видання The Gay Times (GT) є Millivres Prowler Group Ltd, компанія також випускає журнал «Diva», основною аудиторією якого є лесбійки.
Перший випуск Gay Times було надруковано в 1984-му році, після виокремлення від журналу «HIM» у новий проект.
Зміст журналу пов'язаний практично з усіма сферами життя геїв і бісексуалів Великої Британії: поточні події життя знаменитостей, інтерв'ю з ними; новини мистецтва, музики, кіно, літератури, моди, авторські колонки та інше, в тій або іншій мірі пов'язане з гей-тематикою. Зокрема в журналі публікується велика кількість приватних оголошень для знайомства і ескорт-послуги, номери консультаційних телефонів.
За останні роки журнал виходив з відомими зірками на обкладинці, такими як актор Ієн Маккеллен, фокусник Деррен Браун, актор Метт Сміт та ін.